# イバラード 〜ラピュタの孵る街〜
『イバラード 〜ラピュタの孵る街〜』（イバラード ラピュタのかえるまち）は、テレビ朝日/システムサコムから1997年10月16日に発売されたプレイステーション用アドベンチャーゲーム。

## 概要
主人公は架空の世界イバラードに迷い込んだ少年。魔法使いのニーニャや動物の姿に見える人メーキンソーとスコッペロなどに出会い、元の世界に戻るために空の浮島ラピュタが羽化した抜け殻を手に入れるためにラピュタを孵すための4つの鉱石を集める冒険を繰り広げる。

## ストーリー
物語の舞台は自然破壊の進んだ近未来の街。主人公は植物栽培を好む少年で「イバラード伝説」が記された本を持っている。ある日、本の中で見た人物たちを偶然街の中で見かける。彼らの後を追いかけた主人公の前に未知なる形をした列車が現われる。主人公はそれに乗ると、緑豊かなイバラードの世界に足を踏み入れることになる。広大な異世界を探索しながら時には個性的な仲間たちと協力し、主人公の住んでいた現実の世界へ戻るための冒険が繰り広げられる。

## システム
各ステージは3DCGの一人称視点で、プレイヤーキャラにはライフが設定してあり、めげゾウに近づいたり攻撃を受けたりなどすると減少し、ステージに置いてある回復アイテムで回復、0になるとやり直し。
ジャンプができたり、ブーメランや箒などのアイテムを使う、アクションゲームの様な操作方法だが、基本的にステージクリアに必要なアイテムを集めてゴール（大抵は市電の停留所）にたどり着くことが目的となる。
ちなみに､最後に現れるめげゾウへの対処の仕方よって､エンディングに変化が出る｡

## キャスト
- 主人公 - 森久保祥太郎
- ニーニャ - 林原めぐみ
- メーキンソー - 坂口大助
- スコッペロ - 長嶝高士
- ブレガラッド - 屋良有作
- ノナ - 伊藤健太郎